# الخرف الجبهي الصدغي
الخرف الجبهي الصدغي (بالإنجليزية: Frontotemporal dementia)‏ أو داء التنكس الجبهي الصدغي، أو الداء العصبي المعرفي الجبهي الصدغي، مرض يضم عدة أنواع من الخرف الشامل للفصين الجبهي والصدغي. تُعرف أنواع الخرف الجبهي الصدغي على نطاق واسع على أنها اضطرابات لغوية أو سلوكية. تضم الأنواع الفرعية الثلاثة الرئيسية أو المتلازمات المتغيرة المتغير السلوكي الذي عُرف سابقًا باسم مرض بيك، ومتغيران للحبسة المترقية الأولية هما متغير دلالة الرموز، ومتغير فقد الطلاقة. يتواجد نوعان فرعيان نادران من الخرف الجبهي الصدغي وهما مرض تضمين الخيوط الوسيطة العصبية (إن آي إف آي دي)، ومرض الجسم التضميني القاعدية. تشمل الاضطرابات الأخرى ذات الصلة المتلازمة القشرية القاعدية والخرف الجبهي الصدغي مع التصلب الجانبي الضموري (أيه إل إس) ويُسمى إف تي دي-أيه إل إس أو إف تي دي-إم إن دي.
يعد الخرف الجبهي الصدغي في الغالب عبارة عن متلازمات مبكرة الظهور ترتبط بتنكس الفص الجبهي الصدغي (إف تي إل دي)، والذي يتميز بفقدان عصبي مترقي يشمل في الغالب الفص الجبهي أو الصدغي، وفقدان نموذجي لأكثر من 70٪ من الخلايا العصبية المغزلية، في حين تبقى الأنواع الأخرى من الخلايا العصبية سليمة.
وًصف الخرف الجبهي الصدغي لأول مرة من قبل أرنولد بيك في عام 1892، وأُطلق عليه في البداية اسم مرض بيك، وهو مصطلح مخصص الآن فقط للمتغير السلوكي في الخرف الجبهي الصدغي الذي يُظهر وجود أجسام بيك وخلايا بيك. يأتي في المرتبة الثانية بعد مرض الزهايمر (أيه دي) في الانتشار، ويشكل الخرف الجبهي الصدغي في الواقع نحو 20٪ أو أقل (ربما يكون العدد تقريبيًا) من حالات الخرف التنكسية التي عُثر عليها عند تشريح الجثث.
تظهر العلامات والأعراض عادةً في أواخر مرحلة البلوغ، وتكون أكثر شيوعًا بين سن 45 و65 عامًا، وتؤثر بشكل متساوٍ تقريبًا على الرجال والنساء.
تشمل العلامات والأعراض الشائعة تغييرات كبيرة في السلوك الاجتماعي والشخصي، واللامبالاة وتبلد المشاعر وعجز في اللغتين التعبيرية والاستقبالية. في الوقت الحالي، لا يوجد علاج للخرف الجبهي الصدغي، ولكن قد يُلجأ لعلاجات تساعد في تلطيف الأعراض.

## العلامات والأعراض
يبدأ اضطراب الخرف الجبهي الصدغي مبكرًا ويحدث غالبًا قبل سن 65 عامًا ولكن يمكن أن يبدأ قبل ذلك، ويحدث بعد هذا السن في 20٪ -25٪ من الحالات. يعد أكثر أنواع الخرف ذي الظهور المبكر شيوعًا.
يعتبر التصنيف الدولي للأمراض هذا المرض مسببًا للاضطراب الذي يؤثر على الجوانب العقلية والسلوكية للكائن البشري. أُبلغ عن البدء التدريجي للتغيرات السلوكية أو العجز اللغوي وتطورهما قبل عدة سنوات من القدوم إلى طبيب أعصاب.